# Mongólia Exterior

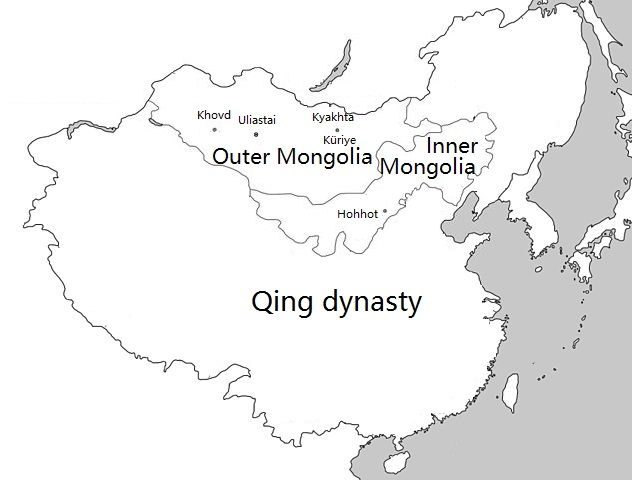
Localização da Mongólia Exterior (Outer Mongolia) e da Mongólia Interior durante a Dinastia Qing.

A Mongólia Exterior (Ar Mongol, em mongol; Tülergi Monggo, em manchu; 外蒙古, em chinês, pinyin: Wài Měnggǔ) era a porção principal do território do Canado Bogdo, que proclamou sua independência em 29 de dezembro de 1911. Corresponde grosso modo ao território da atual Mongólia.
O termo "Mongólia Exterior" é usado para distinguir aquele território da chamada Mongólia Interior (内蒙古 Nèi Měnggǔ), atualmente uma região autônoma da República Popular da China. A distinção entre "exterior" e "interior" é vista por vezes como refletindo uma perspectiva sinocêntrica, segundo a qual a parte "interior" (isto é, sul) da Mongólia seria aquela mais próxima de Pequim.
O topônimo advém do nome manchu para a área, Tülergi Monggo, que significa "Mongólia Exterior". A Mongólia usa atualmente a expressão Ар Монгол (Ar Mongol), que significa "Mongólia do Norte".